# 關根聰子
關根聰子，日本女編劇。出身於東京都。日本編劇聯盟會員。

## 人物簡介
編劇出道作是2009年電視動畫《遊魂 -Kiss on my Deity-》（第2話）。出道前在動畫公司經歷製作進行、設定製作，之後拜上江洲誠為師。

## 主要參加作品

### 電視動畫
- 遊魂 -Kiss on my Deity-（2009年，編劇／共同）
- 這樣算是殭屍嗎？OF THE DEAD（2012年，編劇）
- 戰國Collection（2012年，編劇）
- 槍彈辯駁 希望學園與絕望高中生 THE ANIMATION（2013年，編劇）
- 戲劇性謀殺（2014年，編劇）
- Wake Up, Girl Zoo！（2014年－2015年，編劇）
- 加油社NEXT！（日语：ガンバレー部NEXT!）（2015年，編劇）
- OVERLORD II（2018年，編劇）
- Mysteria Friends（2019年，編劇）[1]
- TSUKIPRO THE ANIMATION 2（2021年，編劇）
- 傳頌之物 二人的白皇（2022年，編劇）

### OVA、WEB
- 問答魔法學院 -原製動畫2-（2010年，編劇）
- 戲劇性謀殺 TV未放送OVA「Data_xx_Transitory」（2014年，編劇）
- Mysteria Friends -Extra Part-（2019年，編劇）
- TV（2019年－，編劇）

### 舞台
- 戲劇性謀殺 現場朗讀 ～蒼葉蓮～（2015年，編劇）
- 暗殺教室 ～特別活動 祭典時間～（2015年，編劇）

等

### 廣播劇CD
- 問答魔法學院 - Radio Drama QMA!! -（2008年，編劇／共同）
- 逢魔警察 空與嵐（日语：逢魔警察 ソラとアラシ）（2009年，編劇）
- 戰國!? ～悠久亂世戀華譚～（日语：せんごくっ!? 〜悠久乱世恋華譚〜） !? 天下分目花嫁修業!!（Lantis 2011年，編劇）
- ZONE-00（日语：ZONE-00） -劇系列-（2011年－2012年，編劇）
- 神樣DOLLS（2011年，編劇）
- Samurai Drive（2011年，編劇）
- 這樣算是殭屍嗎？OF THE DEAD（2012年，編劇）
- 黑子的籃球 -角色系列-（2012年－2013年，編劇）
- 戲劇性謀殺（2014年，編劇）
- Wake Up, Girl Zoo！ -角色系列-（2014年，編劇）

等

### 遊戲
- se KIRARA（日语：se・きらら）（2010年）深雪真奈編劇

等

## 相關項目
- 日本動畫師列表
- 日本編劇列表（日语：脚本家一覧）

## 外部連結
- 關根聰子的X（前Twitter） （日語）